# مونيبيلير (كيبك)
مونيبيلير (بالإنجليزية: Montpellier, Quebec)‏ هي بلدية محلية في كيبيك تقع في كندا في Papineau Regional County Municipality. يقدر عدد سكانها بـ 986 نسمة ومساحتها 266.00 كم2 .